# Jan II. Pálffy z Erdődu
Jan II. Pálffy z Erdődu (1587 – 29. květen 1646) byl uherský šlechtic z rodu Pálffyů, feudál a politik.

## Život
Narodil se jako jedno z osmi dětí v rodině Mikuláše Pálffyho (1552–1600) a jeho manželky Marie Magdaleny Fuggerové (?–1646). Měl tři sestry, z toho Kateřina se stala třetí manželkou zemského politika Zikmunda Forgáče, Marie Žofie byla manželkou Maxmiliána z Trauttmansdorffu, a čtyři bratry, mezi nimiž byl vojenský a župní hodnostář Štěpán (1586–1646), zemský hodnostář Pavel (1590–1653) a královský komorník Mikuláš (1593/1599–1621). 
Během služby v armádě dosáhl hodnosti kapitána. Působil jako královský rádce, strážce uherské koruny (1625) a župan Komárenské župy (1643). 
Účastnil se bojů proti Osmanům a v roce 1636 byl spolu s bratry povýšen do hraběcího stavu. Získal vyznamenání Řádu zlatého rouna. Byl majitelem panství Červený Kámen s centrem v Suché nad Parnou.

### Otázka data úmrtí
Podle historika Johanna Christiana von Stramberg měl Jan II. zemřít v roce 1621 v bitvě s Osmany, ovšem dle údajů maďarského historika Ivána Nagye byl Jan dne 28. února 1636 povýšen do hraběcího stavu a zemřel 29. května 1646, tzn. ve stejný den jako jeho matka a bratr Štěpán. Byl pohřben v Bratislavě.

### Manželství a potomstvo
Jeho první manželkou byla hraběnka Anna Lucie z Mansfeldu, druhou baronka Judita Amadeová. Z obou manželství měl jednoho syna Ferdinanda (1620–1680), od roku 1636 povýšený do hraběcího stavu, který se později stal biskupem čanádským a jágerským a županem Hevešského kraje a dvě dcery. 